# Shauna Rohbock
Shauna Rohbock (n. 4 aprilie 1977, Orem⁠(d), Utah, SUA) este o sportivă ce a reprezentat Statele Unite ale Americii, medaliată olimpică. A participat la 2 ediții ale Jocurilor Olimpice (2006, 2010) în care a câștigat o medalie de argint în proba de bob.